# Clementine Abel
Pour les articles homonymes, voir Abel (homonymie).
Clementine Abel,  née Clementine Hofmeister à Leipzig le 15 janvier 1826 et morte dans la même ville le 30 novembre 1905, est une femme de lettres saxonne, qui écrit sous le pseudonyme de Clelie Betemann.
Elle est mariée avec le libraire Ambrosius Abel. Ses écrits sont surtout des poèmes et des nouvelles pour l'enfance et la jeunesse. Elle écrit aussi des articles pour des journaux.

## Œuvre
- Meine Sonntage. Rückblicke und Erinnerungen (1882)
- An der Mutter Hand (1883)
- Sprüche, Strophen und Stimmungsbilder. Lyrisches und Didaktisches (1889)